# Eduard Keller (Musikverleger)
Eduard Keller (auch Edi Keller, * 29. März 1944 in Zürich; † 27. Oktober 2013) war ein Schweizer Musikverleger im Bereich Jazz und Blues. Er war Leiter des Verlags- und Versandhauses Jazztime AG in Neuenhof in der Schweiz. Er engagierte sich in der Schweiz auf verschiedensten Ebenen für Jazz und Blues.

## Leben und Werk
Eduard Keller war Gründer und Leiter des Verlags- und Versandhauses Jazztime AG. Als solcher gab er das Monatsperiodikum Jazztime, das Schweizer Magazin für Jazz und Blues, heraus. Gleichzeitig sorgte er für ein breites Angebot an Jazz-CDs. Persönlich liebte er dabei vor allem den New-Orleans-Jazz. Seine Publikationen standen jedoch immer auch anderen Stilrichtungen von Jazz und Blues offen.
«Seine enge Freundschaft mit dem bekannten Dixieland-Klarinettisten Sammy Rimington, für den er viele Konzerttourneen organisierte, wirkte sich immer wieder stimulierend auf Edis vielseitige Jazzaktivitäten aus.» Als Förderer der Schweizer Jazz- und Blues-Szene unterstützte er Konzertveranstalter mit Rat und Tat. Er schuf zahlreiche Kontakte zu internationalen Bands und Formationen.
Eduard Keller engagierte sich für die 1988 gegründete Organisation Pro Jazz Schweiz und deren Nachfolgeorganisation Swissjazzorama, das Schweizer Jazzarchiv. In seinem erlernten Beruf war Eduard Keller Elektroingenieur HTL.
Nach Eduard Kellers Tod 2013 übernahm zunächst sein Sohn Adrian Keller – ebenfalls Elektroingenieur (ETH) – die Verlagsleitung, legte diese jedoch 2022 in andere Hände.